# Mariä Himmelfahrt (Allmendingen)

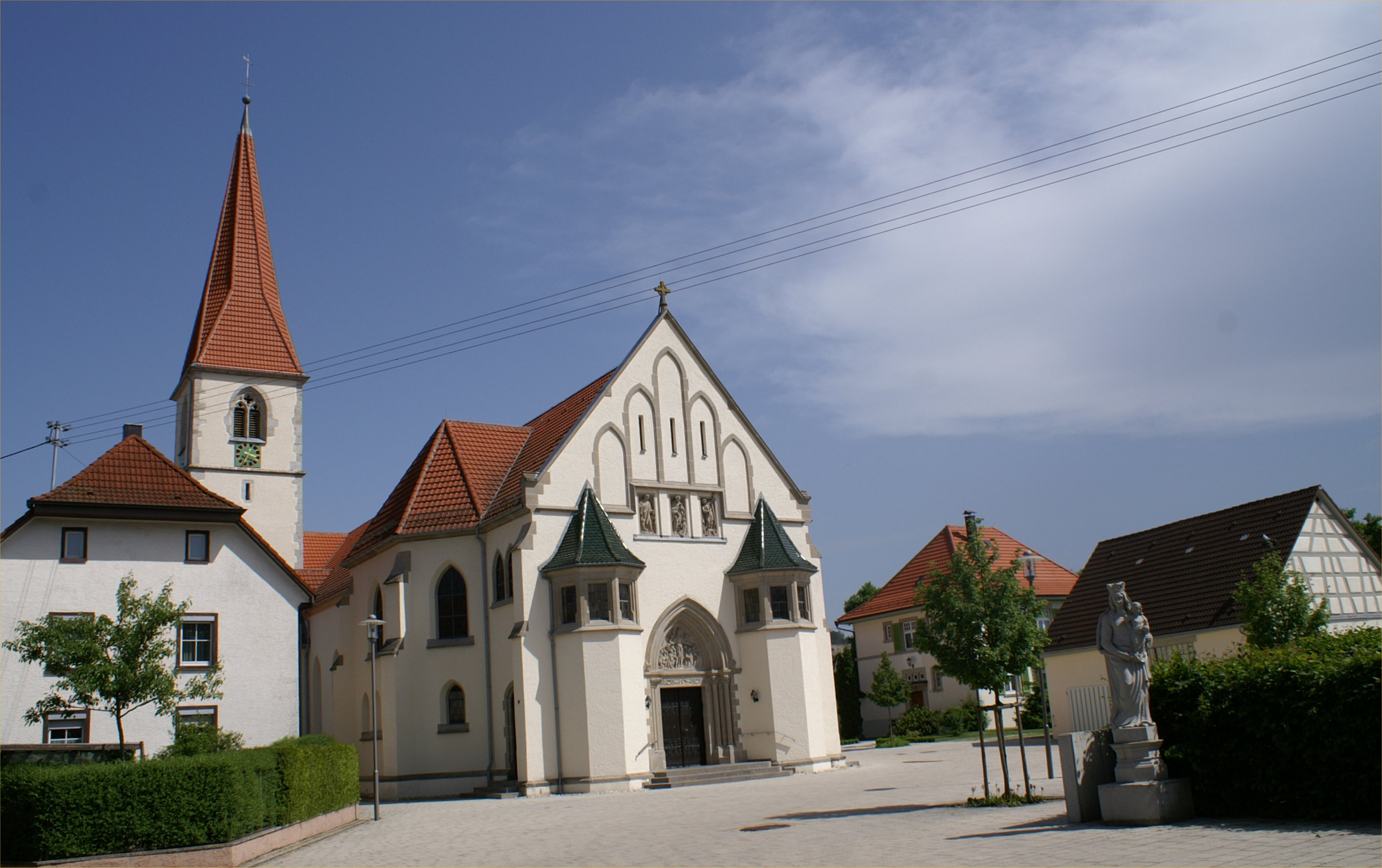
Mariä Himmelfahrt (Allmendingen)

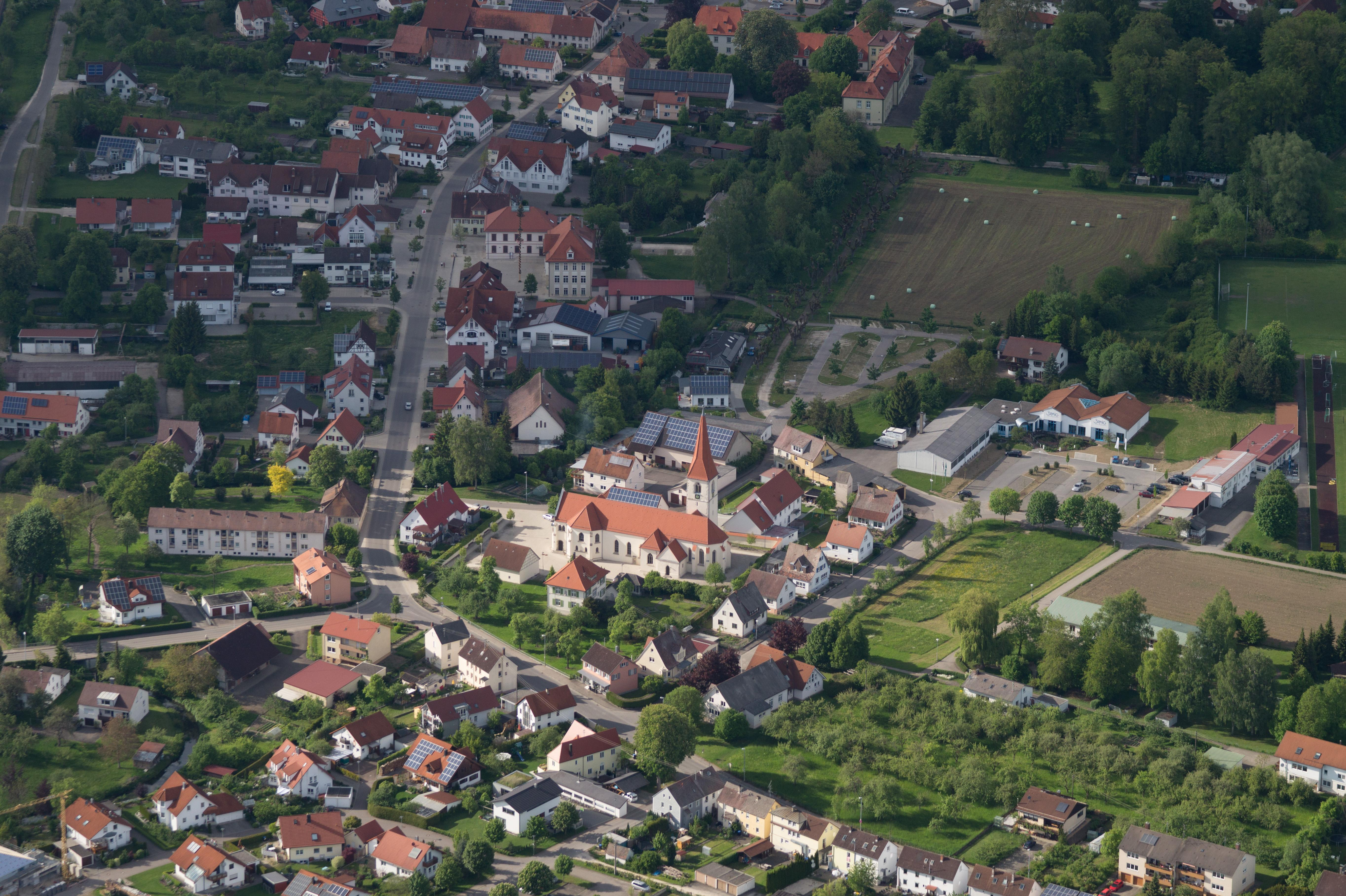
Luftbild

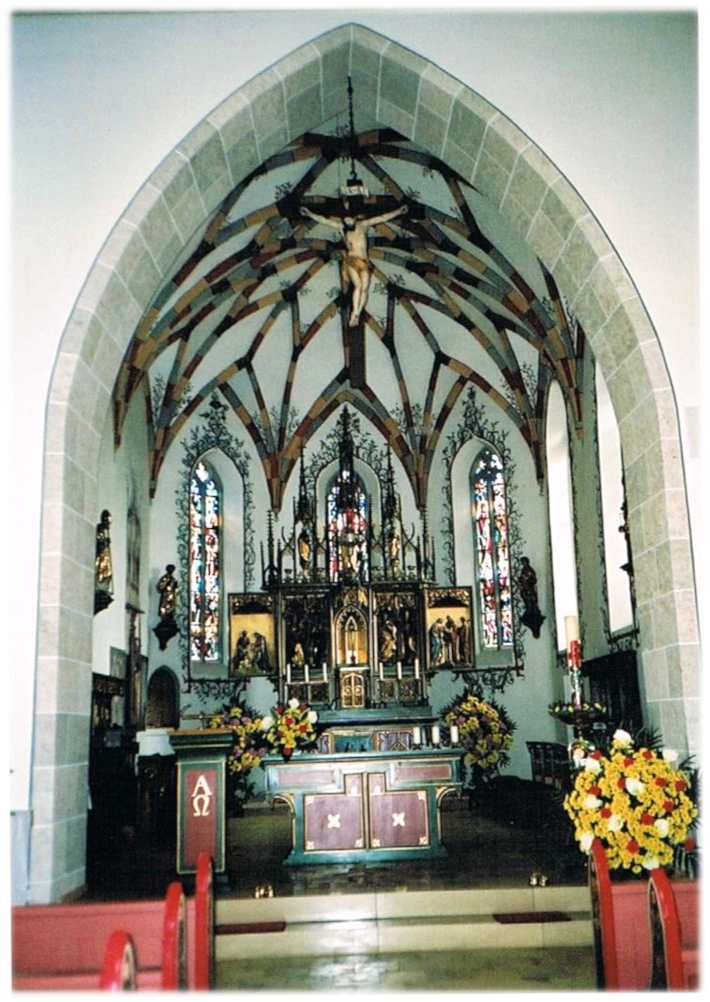
Innenansicht

Die römisch-katholische Pfarrkirche Mariä Himmelfahrt steht in Allmendingen, einer Gemeinde des Alb-Donau-Kreises in Baden-Württemberg. Die Pfarrei gehört zum Dekanat Ehingen-Ulm der Diözese Rottenburg-Stuttgart.

## Beschreibung
Die Saalkirche besteht aus einem Langhaus, einem eingezogenen, dreiseitig geschlossenen Chor, der von Strebepfeilern gestützt wird, im Osten und einem mit einem spitzen Helm bedeckten Chorflankenturm an dessen Nordwand, dessen oberstes Geschoss die Turmuhr und hinter den als Biforien gestalteten Klangarkaden den Glockenstuhl beherbergt. Am Langhaus sind mehrere Kapellen angebaut. An der Fassade im Westen wird das Portal von Treppentürmen als Zugang zu den Emporen flankiert. Der Chor weist noch Teile von Maßwerkfenstern auf. 
Sein Innenraum, in dem sich noch Reste von Wandmalereien befinden, ist mit einem Netzgewölbe überspannt. An den Altären neueren Datums stehen spätgotische Statuen. Die Orgel wurde 1963 als Opus 761 von der Späth Orgelbau errichtet.